# Schöckl
Schöckl är ett berg i Österrike.   Det ligger i distriktet Graz-Umgebung och förbundslandet Steiermark, i den östra delen av landet, 130 km sydväst om huvudstaden Wien. Toppen på Schöckl är 1 445 meter över havet, eller 6 meter över den omgivande terrängen. Bredden vid basen är 0,11 km.
Terrängen runt Schöckl är huvudsakligen kuperad. Runt Schöckl är det ganska tätbefolkat, med 124 invånare per kvadratkilometer.. Närmaste större samhälle är Graz, 14,6 km söder om Schöckl. 
I omgivningarna runt Schöckl växer i huvudsak blandskog.